# Ángel Porto Anido
Ángel José Porto Anido (Santiago de Compostela, 24 de febrero de 1919 - Santiago de Compostela., 8 de septiembre de 2006) fue un abogado, industrial y político español.

## Vida
Nace en la casa familiar en la calle de los Laureles nº 25 (obra del arquitecto Jesús López de Rego Labarta) en Santiago de Compostela el 24 de febrero de 1919.
En 1935, con 16 años se afilia a Falange Española.
El 14 de septiembre de 1936 fallece su hermano, Francisco Porto Anido, miembro de los Carlistas de Santiago (primera víctima de la Guerra Civil en Santiago junto con el capellán Ángel Gutiérrez Flores, ambos fallecen en el Alto de los Leones). Este hecho despierta en él la necesidad de alistarse y lo hace como marino voluntario en la Escuela Militar de Marín, pero poco antes de recibir destino debe volver a Santiago por el repentino fallecimiento de su padre Francisco de Asís Porto Rey. 
Más tarde se incorpora el Regimiento de Infantería en La Coruña. De allí lo destinan al batallón de voluntarios de Toledo. Unos meses más tarde se incorpora a la Academia de Granada de Alférez Provisional. El 15 de octubre de 1938, ya como alférez provisional y con 17 años, lo destinan al 4º Regimiento de Burgos para prestar servicio en el Frente del Ebro.
Finalizada la Guerra Civil, regresa a Santiago donde termina la carrera de Derecho con 21 años. Ese mismo año José del Valle Vázquez lo designa Tercer Teniente Alcalde del Ayuntamiento de Santiago de Compostela. En 1943 Jorge de la Riva y Barba lo nombra Primer Teniente Alcalde de su corporación. En los años 40 ejerce como Jefe Comarcal del Movimiento
En el año 1946 contrae matrimonio con María del Carmen Llovo Fernández y abandona la política para dedicarse a la gestión de la empresa familiar hasta que en 1957 es designado Alcalde de Santiago de Compostela, cargo que ejerce hasta 1964.
En abril de 1970 el ministro de Gobernación, Tomas Garicano Goñi, lo nombra Presidente de La Diputación de La Coruña, cargo que ostentó hasta octubre de 1974. En este periodo ejerce también los cargos de Consejero Nacional y Procurador en Cortes en la X Legislatura de las Cortes franquistas. Forma parte de las comisiones de Hacienda y Asuntos Exteriores.
Con la llegada de la Transición, en noviembre de 1976 presenta su candidatura al concurso-oposición para  ocupar la plaza de gerente del Sanatorio Psiquiátrico de Conxo. Ocupara este cargo hasta su jubilación en 1988.

## Cargos
A lo largo de su trayectoria profesional y política ostentó diferentes cargos entre los que cabe destacar:
- Tercer Teniente de Alcalde del Ayuntamiento de Santiago de Compostela (1940-1943)
- Primer Teniente de Alcalde del Ayuntamiento de Santiago de Compostela (1943-1946)
- Gerente y Consejero de Porto S.A. (1940-1971)
- Vicepresidente de la Cámara de Comercio (1956)
- Alcalde del Ayuntamiento de Santiago de Compostela (1957-1964)
- Presidente del Real Aero Club de Santiago (1967-1970)
- Presidente de la Diputación de La Coruña (1970-1974)
- Procurador en Cortes y Consejero Nacional (1970-1974)
- Fundador y gerente de la editorial Porto y Cía. Editores
- Gerente del sanatorio psiquiátrico de Conxo (1976-1988)
- Líder de la Falange Española en Galicia (1976 - en adelante)

## Otras menciones
- Vicepresidente de la Junta Provincial de Formación Profesional Industrial de La Coruña
- Consejero-administrador de la Editorial Compostela,El Correo Gallego.
- Presidente del Consejo Diocesano de Hombres de Acción Católica.
- Presidente de la Liga de Amigos de Compostela.
- Presidente de Honor del Grupo de Teatro Ditea.

## Premios y distinciones
- Comendador de la Orden del Mérito Civil
- Cruz de la Orden de Cisneros
- Cruz de Guerra
- Cruz al Mérito Militar con distintivo rojo
- Medalla de Plata al Mérito Turístico
- Medalla de la Villa de París
- Concejal Honorario de la Ciudad de París